# 头道白河
头道白河，位于中华人民共和国吉林省东部延边朝鲜族自治州安图县境内，是第二松花江上段二道松花江左岸支流，发源于安图县长白山自然保护区白山屯以西，自南向北流经二道白河镇的宝马村、头道白河村、药水村、两江镇白河村，最后于白河村小营子东北汇入二道松花江。河长80.5公里，流域面积523平方公里，河道平均比降7.1‰，河流天然落差637米。年均径流量2.6亿立方米。